# 青山聖樹
青山 聖樹（あおやま さとき、1967年 - ）は日本のオーボエ奏者。アンサンブルofトウキョウのソロオーボイスト、武蔵野音楽大学准教授、東京芸術大学非常勤講師。

## 人物・来歴
東京都生まれ。幼児期よりドイツで育つ。インゴ・ゴリツキのもとでオーボエを始める。東京芸術大学音楽学部附属音楽高等学校を経て、東京芸術大学に進む。オーボエを、小島葉子、北島章に師事。ドイツのフィルハーモニア・フンガリカ、新日本フィルハーモニー交響楽団、NHK交響楽団の首席オーボエ奏者を歴任。

### 家族・親族
- 父：金昌国 - フルート奏者

## 略歴
- 1967年 東京生まれ
- 1970年 親の金昌国（ハノーファー国立歌劇場管弦楽団首席フルート奏者就任）について渡独
- 1973年 小学校は完全にドイツ・ヴァイオリン、ピアノ、フルートと音楽の教育を受けた
- 1974年 ハノーファー少年合唱隊で一年間コーラス訓練
- 1975年 ハノーファー少年合唱隊の本体へ入隊 バッハカンタータ全集（Teldec=旧テレフンケン）の100番台10曲ぐらいを歌っている[1]
- 1980年 ハノーファー少年合唱隊の日本演奏旅行で13歳に来てそのまま親より先に日本に残り、東京のドイツ学園（東京・横浜独逸学園）に入学
- 1982年 東京藝術大学音楽学部附属音楽高等学校に入学
- 1985年 東京芸術大学入学半年後夏前にドイツ留学（後日休学から中退へ）、ハノーファー音楽大学へ留学　インゴ・ゴリツキにオーボエ師事
- 1988年 各オケエキストラ
- 1986年 アンサンブルofトウキョウ
- 1989年 シュトゥットガルト音楽大学へ教授の移動でそれについて行く形で転学、フランクフルトのブーレーズの指揮するユンゲ・ドイッチェ・フィルハーモニーに参加
- 1992年 - 2001年　富士山麓国際音楽祭参加
- 1993年 フィルハーモニア・フンガリカ（ドイツ）首席オーボエ奏者を務めるが、数年後財政難のために解散
- 1993年 - 2007年　木津川やまなみ国際音楽祭
- 1995年	インゴ・ゴリツキに合計10年師事しイツ国立音大選抜オケに出演
- 1998年 ブダペスト・フェスティバル・オーケストラにゲスト・ソロ・オーボイストとして出演。1998年～新日本交響楽団
- 1999年 ソウルにてコーリアン・チェンバー・アンサンブルとイサン・ユンの二重協奏曲を韓国初演、テレビ放送。
- 1999年 武蔵野音楽大学教職・チャペルコンサートVol.228回9/18青山氏オーボエを迎えて（関西室内楽協会）
- 2000年5月30日[火] 東京文化会館で初リサイタル。
- 2000年 小布施国際音楽祭
- 2001年 北京交響楽団・ KBS交響楽団（ソウル放送響）とモーツァルトのオーボエ協奏曲を演奏
- 2002年 新日本フィルハーモニー交響楽団首席奏者
- 2007年 NHK交響楽団首席奏者・チャペルコンサートVol.308回9月6日（木） 「N響首席オーボエ奏者 /青山聖樹氏を迎えて」（関西室内楽協会）
- 2023年 7月31日付でNHK交響楽団を退団。